# Jakob Kluding
Jakob Kluding (* 30. November 1898 in Oberbexbach; † 29. August 1983 in Homburg) war ein deutscher Journalist und Politiker der CDU.

## Leben und Beruf
Kluding besuchte nach der Volksschule das humanistische Gymnasium in Speyer. Nachdem er seine Schullaufbahn unterbrechen musste, um als Soldat am Ersten Weltkrieg teilzunehmen, legte er 1919 sein Abitur ab. Daraufhin studierte er Staatswissenschaften studierte in Würzburg und schrieb 1923 eine Promotionsschrift zum Thema Steinkohlebergbau, die danach publiziert wurde. Danach war er als Redakteur tätig, zunächst bei der Saarzeitung in Saarlouis, später bei der Vereinigten Dreistädte-Zeitung in Viersen und zuletzt bei der Westdeutschen Landeszeitung in Mönchen-Gladbach. 1933 wurde er aus politischen Gründen aus dieser Tätigkeit entlassen. Er arbeitete nunmehr in der Landwirtschaft, als Treuhandassistent, als Berater in Steuerangelegenheiten sowie als Bankangestellter. Mit Beginn des Zweiten Weltkriegs ging er in den Kriegsdienst und geriet in Kriegsgefangenschaft. Nach seiner Entlassung wurde er zum Chefredakteur der Saarländischen Volkszeitung berufen. Von 1949 bis 1951 war er als Prokurist bei einer Baumaschinenfabrik tätig. 1952 kehrte er in seine bisherige Tätigkeit als Chefredakteur zurück, nunmehr bei der CDU-Wochenzeitung Der Pfälzer.
Er war Mitglied der katholischen Studentenverbindung KStV Normannia Würzburg im KV. Daneben war er Vorsitzender der Redakteursvereinigung des Augustinusvereins zur Pflege der katholischen Presse, ehrenamtlicher Leiter der Landstuhler Volkshochschule und Vorsitzender des Ortsverein des Deutschen Roten Kreuzes. Sein Nachlass ist im Stadtarchiv Homburg überliefert.

## Politik
1923 trat Kluding der Zentrumspartei bei, der er bis zur Gleichschaltung 1933 angehörte. Von 1924 bis 1927 gehörte er dem Zentrums-Vorstand in Viersen an, danach bis 1933 in Mönchen-Gladbach. Nach seiner Rückkehr ins Saarland 1946 schloss er sich der CVP an. 1949 gehörte er, als Nachrücker, für eine kurze Zeit dem Saarländischen Landtag an, legte sein Mandat aber rasch nieder, da er nach Rheinland-Pfalz zog und im Zuge dessen in die CDU wechselte. Dort wurde er 1953 in den Bezirksvorstand Pfalz berufen und war deren Geschäftsführer. 1955 wurde er in den rheinland-pfälzischen Landtag gewählt, dem er eine Wahlperiode lang bis 1959 angehörte. 1956 wurde er zum hauptamtlichen Bürgermeister von Landstuhl gewählt, das Amt bekleidete er bis 1964. Danach gehörte er von 1969 bis 1974 dem dortigen Stadtrat an.

## Ehrungen
- 1963: Franz-von-Sickingen-Medaille
- Verfassungsmedaille
- Ehrenplakette der Stadt Landstuhl
- 1978: Ehrenzeichen des DRK
- Adenauer-Plakette
- 1980: Bundesverdienstkreuz am Bande